# Akka Mahadevi
Akka Mahadevi (ಅಕ್ಕ ಮಹಾದೇವಿ) var en indisk filosof och poet under 1100-talets Karnataka; hon var en betydelsefull person inom virashaiva-bhaktirörelsen. Precis som Mahatma Gandhi är hon mest känd med sitt hedersnamn istället för sitt förnamn; akka betyder äldre syster. Hon sägs ha tagit Shiva (i formen Chenna Mallikarjuna) till sin mytiske make, likt hur 1500-talshelgonet Mirabai ansåg sig vara gift med Krishna.
Mycket av Akka Mahadevis liv är okänt. Hon sägs ha försvunnit från bananodlingarna i Shrishaila (Andhra Pradesh) under extas.
Hennes bidrag till bhaktilitteraturen på kannada omfattar flera vachana, en slags poesi.